# Coenypha edwardsi
Espèce
Synonymes
- Thomisus edwardsii Nicolet, 1849
- Thomisus fuliginosus Nicolet, 1849
- Thomisus lucasii Nicolet, 1849
- Coenypha fasciata Mello-Leitão, 1926

Coenypha edwardsi est une espèce d'araignées aranéomorphes de la famille des Thomisidae.

## Distribution
Cette espèce se rencontre au Chili et en Argentine dans la province de Chubut,.

## Description
Le mâle décrit par Machado, Previato, Grismado et Teixeira en 2023 mesure 4,44 mm et la femelle 8,60 mm.

## Systématique et taxinomie
Cette espèce a été décrite sous le protonyme Thomisus edwardsii par Nicolet en 1849. Elle est placée dans le genre Stephanopis par Keyserling en 1880 puis dans le genre Coenypha par Simon en 1895.
Thomisus fuliginosus, Thomisus lucasii et Coenypha fasciata a été placée en synonymie par Machado, Previato, Grismado et Teixeira en 2023.

## Publication originale
- Nicolet, 1849 : « Aracnidos. » Historia física y política de Chile. Zoología, vol. 3, p. 319-543.